# Yoga nidra
 (avril 2022).
Causes possibles :
- Rédaction non-neutre car ne respectant pas la synthèse équilibrée attendue.
- Plan structurant la page comme une brochure promotionnelle ou une plaquette institutionnelle.
- Nombreuses informations sans réelle pertinence encyclopédique et pourtant montées en épingle. Ceci peut notamment se faire en recourant à des sources primaires ou non centrées, ou encore à un « cherry picking » des sources ; dans certains cas, cette utilisation des sources peut même donner lieu à une « synthèse inédite ».

Rappel : la pertinence des informations est à démontrer par des sources secondaires indépendantes et de qualité traitant le sujet.
Le yoga nidra (sanskrit : योगनिद्रा ; IAST : Yoganidrā ; « méditation du sommeil », « sommeil contemplatif ») est une discipline issue de l' hindouisme développée par le samnyâsin indien Swami Satyananda Saraswati.
Le terme nidrā traduit depuis le sanskrit désigne « un état de conscience mi-endormi mi-éveillé nécessitant la pleine utilisation de ses facultés mentales ». Le yoga nidra est également assimilé au sommeil lucide.
Dans la mythologie hindoue, cela correspond à l'état constant de Narayana, Vishnou endormi. C'est aussi une technique visant à améliorer la qualité du sommeil. En se basant sur des exercices de rotations de l'esprit dans le corps, de respirations et de visualisations, il induit un état de relaxation profond,.

## 'Relaxationism'

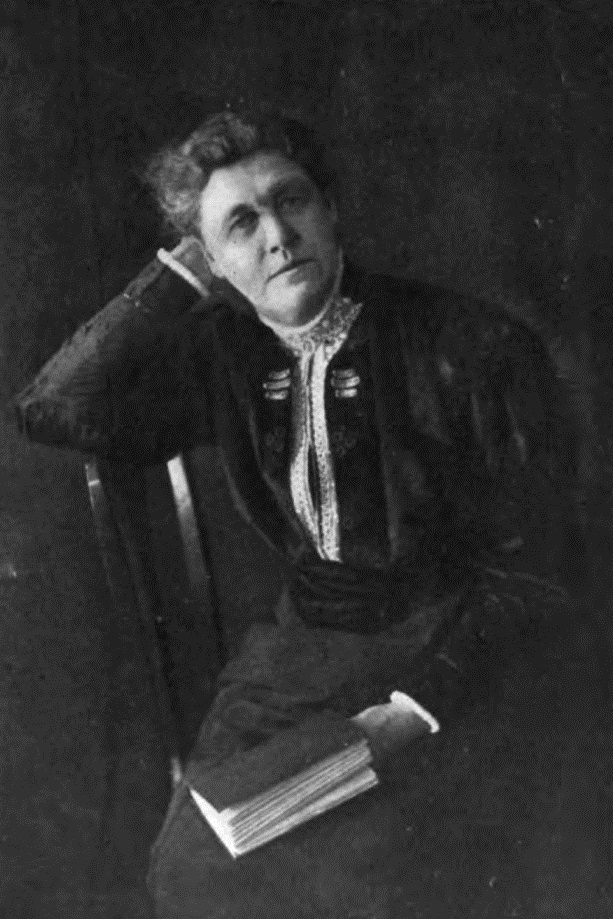
Le yoga nidra moderne dérive des techniques "relaxationnistes" occidentales proposées par des auteurs tels qu'Annie Payson Call.

L'érudit de yoga Mark Singleton déclare que si la relaxation est une caractéristique principale du yoga occidental moderne, ses techniques de relaxation "n'ont pas de précédent dans le yoga pré-moderne tradition", mais dérivent principalement de la "relaxation proprioceptive" occidentale des 19e et 20e siècles. Cette approche prescriptive a été décrite par des auteurs tels que la "relaxationist" (relaxationniste) Annie Payson Call dans son livre de 1891 Power through Repose, et le psychiatre de Chicago Edmund Jacobson, créateur de la relaxation musculaire progressive et du biofeedback, dans son livre de 1934 You must relax! (Vous devez vous détendre!).

## Satyananda
Swami Satyananda Saraswati développe cette technique en Inde à partir de 1940, à partir de sa source qui se trouve dans les Upanishads . En 1956 il crée une méthode systématique. Il commence à l'enseigner dès 1962, et en 1976 sortent les premières éditions de la Bihar School of Yoga.
La yoga nidra n'a rien à voir avec une pratique visant à améliorer la qualité du sommeil même si cela peut avoir cet effet. C'est la récupération occidentale de la yoga nidra qui en fait une « technique pour mieux dormir ». La Yoga nidra est une pratique de concentration/méditation/contemplation à part entière, pratiquée en position allongée, qui permet d'accéder de manière consciente à l'inconscient. Cette technique, avec de l'expérience et selon un processus particulier, permet au pratiquant d'agir volontairement sur son inconscient en utilisant un "sankalpa" qui représente une résolution personnelle lui permettant de se rapprocher de ses aspirations.
Cette technique venue de l'Inde utilise des représentations reprises par la sophrologie en occident. L'induction par l'enseignant, la douceur relationnelle et l'attention au corps dans l'instant présent se retrouve dans l'hypnose ericksonienne[réf. nécessaire][Information douteuse].
La yoga nidra permet d'élargir sa conscience et de développer ses potentialités latentes en cultivant des zones de notre cerveau généralement en friche. Il rééduque le sommeil et représente un pont vers l'éveil.